# Hromî, Babanka
Hromî (în ucraineană Громи) este o comună în raionul Babanka, regiunea Cerkasî, Ucraina, formată numai din satul de reședință.

## Demografie
Componența lingvistică a comunei Hromî
     Ucraineană (98,53%)
     Rusă (1,21%)
     Alte limbi (0,18%)
Conform recensământului din 2001, majoritatea populației comunei Hromî era vorbitoare de ucraineană (98,53%), existând în minoritate și vorbitori de rusă (1,21%).